# 十羰基二锝
十羰基二锝是一种有机锝化合物，化学式为Tc2(CO)10。它可由七氧化二锝和一氧化碳反应，或高锝酸铵在金属钠的存在下和一氧化碳在加热、加压的条件下反应制得。它和吡啶在室温下缓慢反应，生成Tc2(μ-CO)2(NC5H5)2(CO)6，加热时，吡啶发生邻位金属化，生成Tc2(μ-H)(μ-NC5H4)(NC5H5)2(CO)6。